# Strangers on a Train
Strangers on a train (en España, Extraños en un tren; en Hispanoamérica, Pacto siniestro) es una película estadounidense de 1951 dirigida por Alfred Hitchcock. Pertenece al género negro y está basada en la novela homónima de 1950,  escrita por Patricia Highsmith. Raymond Chandler fue uno de los escritores involucrados en la primera parte del guion.

## Sinopsis
Guy Haines (Farley Granger), un joven tenista, se topa en un viaje en tren con Bruno Anthony (Robert Walker). Este le propone un peculiar pacto: si Guy mata al padre de Bruno —que, según él le hace la vida imposible— él matará a la esposa de Guy, de la que este se quiere divorciar. Guy se lo toma a broma. Cuando habla con su esposa para divorciarse (se quiere volver a casar, con la hija de un senador), ella se niega en redondo. A partir del momento en el que parece haberse cumplido una parte del pacto, Bruno perseguirá de forma implacable a Guy para que, de inmediato, cumpla su parte en ese contrato verbal que Bruno cree que acordaron entre los dos.

## Trama
En la década de 1950, el tenista amateur Guy Haines quiere divorciarse de su promiscua esposa, Miriam, para casarse con Anne Morton, la hija de un senador estadounidense. En un tren, el psicópata adinerado y de lengua suave Bruno Antony reconoce a Guy, y le revela su idea para un plan de asesinato: dos extraños se conocen e "intercambian asesinatos": Bruno sugiere que él mate a Miriam y que Guy mate al odiado padre de Bruno. Cada uno asesinará a un desconocido, sin motivo aparente, por lo que ninguno de los dos será sospechoso. Guy sigue la corriente de las tonterías de Bruno, fingiendo que su idea le parece divertida, pero está tan ansioso por alejarse de Bruno que deja atrás su mechero grabado con la inscripción de los iniciales suyos y de Anne. 
Guy se reúne con Miriam, que está embarazada de otra persona, donde trabaja ella en Metcalf, la ciudad natal de ambos. Miriam le informa a Guy que ya no quiere terminar con su matrimonio. Amenaza con afirmar que él es el padre, para frustrar cualquier intento de divorcio. Esa noche, Bruno sigue a Miriam a un parque de atracciones y la estrangula mientras Guy está en el tren a Washington. Cuando Guy llega a casa, Bruno le informa que Miriam ha muerto e insiste en que ahora debe cumplir con el “trato.”
Guy va a la casa de los Morton, donde el padre de Anne le informa a Guy que su esposa ha sido asesinada. La hermana de Anne, Barbara, dice que la policía pensará que Guy es el asesino porque tiene un motivo. La policía interroga a Guy, pero no puede confirmar su coartada: un profesor que Guy conoció en el tren estaba tan borracho que no recuerda su encuentro. La policía le asigna una escolta para que lo vigile.
Bruno sigue a Guy por Washington, se presenta a Anne y aparece en una fiesta en la casa del senador Morton. Para divertir a otro invitado, Bruno demuestra juguetonamente cómo estrangular a una mujer. Su mirada se posa en Barbara, cuya apariencia se parece a la de Miriam. Esto desencadena un flashback, reviviendo vívidamente la experiencia pasada; Bruno aprieta compulsivamente el cuello de la mujer y otros invitados intervienen para evitar que la estrangule hasta la muerte. Barbara le dice a Anne que Bruno la estaba mirando mientras estrangulaba a la otra mujer, y Anne se da cuenta de cuanto se parece Barbara a Miriam. Sus sospechas se despiertan y Anne se enfrenta a Guy, quien le cuenta la verdad sobre el plan de Bruno.
Bruno le envía a Guy un paquete que contiene una pistola, una llave de la casa y un mapa que muestra donde está el dormitorio de su padre. Guy se cuela en la habitación del padre de Bruno para advertirle de las intenciones asesinas de su hijo, pero en su lugar encuentra a Bruno esperándolo. Guy intenta convencer a Bruno para que busque ayuda psiquiátrica, pero Bruno amenaza con castigar a Guy por romper su trato. 
Anne visita la casa de Bruno e intenta explicarle a su desconcertada madre que su hijo es un asesino. Bruno le menciona a Anne el mechero perdido de Guy y afirma que Guy le pidió que lo buscara en el lugar del asesinato. Guy infiere que Bruno tiene la intención de colocar el mechero en la escena del asesinato para incriminarlo. Después de ganar un partido de tenis, jugado como distracción, Guy evade la escolta policial y se dirige al parque de atracciones para detener a Bruno.
Cuando Bruno llega al parque de atracciones, un trabajador de la feria lo reconoce de la noche del asesinato; informa a la policía, que cree que ha reconocido a Guy. Después de que Guy llega, él y Bruno pelean en el carrusel del parque. Creyendo que Guy está tratando de escapar, un oficial de policía le dispara, pero en su lugar mata al operador del carrusel, lo que hace que el carrusel gire rápido fuera de control. Un trabajador de la feria se arrastra debajo y aplica los frenos demasiado abruptamente, lo que hace que el carrusel se salga de su soporte, atrapando a Bruno mortalmente herido debajo. El trabajador que llamó a la policía les dice que Bruno, no Guy, es el que recuerda haber visto la noche del asesinato. Mientras Bruno muere, sus dedos se aflojan para revelar el mechero de Guy en su mano. Al darse cuenta de que Guy no es el asesino, la policía le pide que vaya a la estación para informar acerca de los acontecimientos.
Algún tiempo después, otro desconocido en un tren donde viajan Guy y Anne intenta entablar conversación con Guy de la misma manera que lo hizo Bruno. Guy y Anne se alejan de él con frialdad.

## Protagonistas
- Farley Granger: Guy Haines.
- Robert Walker:  Bruno Antony
- Ruth Roman: Anne Morton.
- Leo G. Carroll: el senador Morton.
- Patricia Hitchcock: Barbara Morton.
- Kasey Rogers: Miriam Joyce Haines.
- Marion Lorne: la Sra. Antony.
- Jonathan Hale: el Sr. Antony.
- Howard St. John: el capitán de policía Turley.
- John Brown: el profesor Collins.
- Norma Varden: la Sra. Cunnignham.
- Robert Gist: el detective Leslie Hennessey.